# Eleonore Prochaska

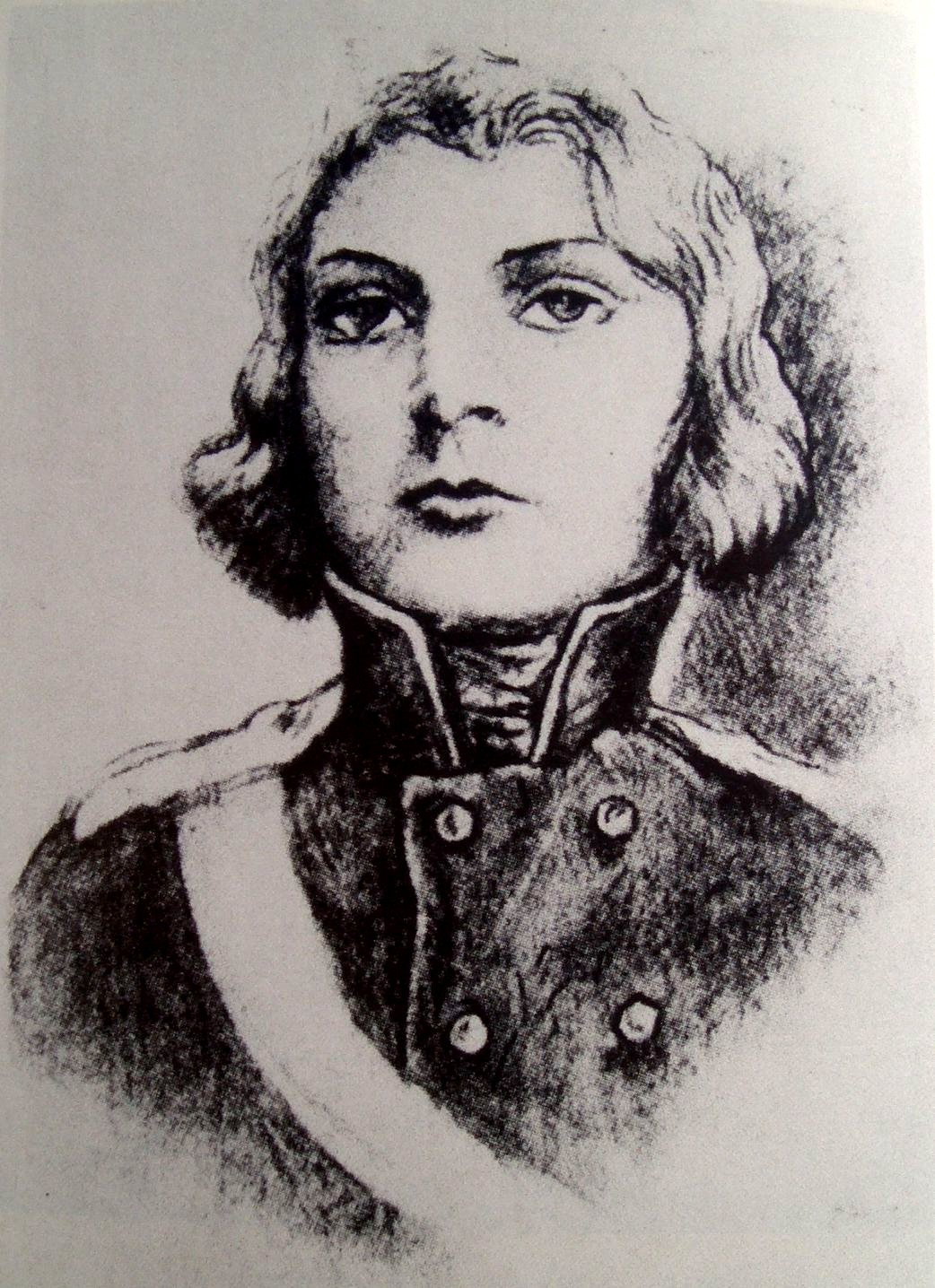
Eleonore Prochaska

Marie Christiane Eleonore Prochaska (* 11. März 1785 in Potsdam; † 5. Oktober 1813 in Dannenberg) war eine preußische Freiheitskämpferin, die zur geschlechtlichen Tarnung unter dem Namen August Renz als Soldat des Lützowschen Freikorps in den Befreiungskriegen kämpfte.

## Leben

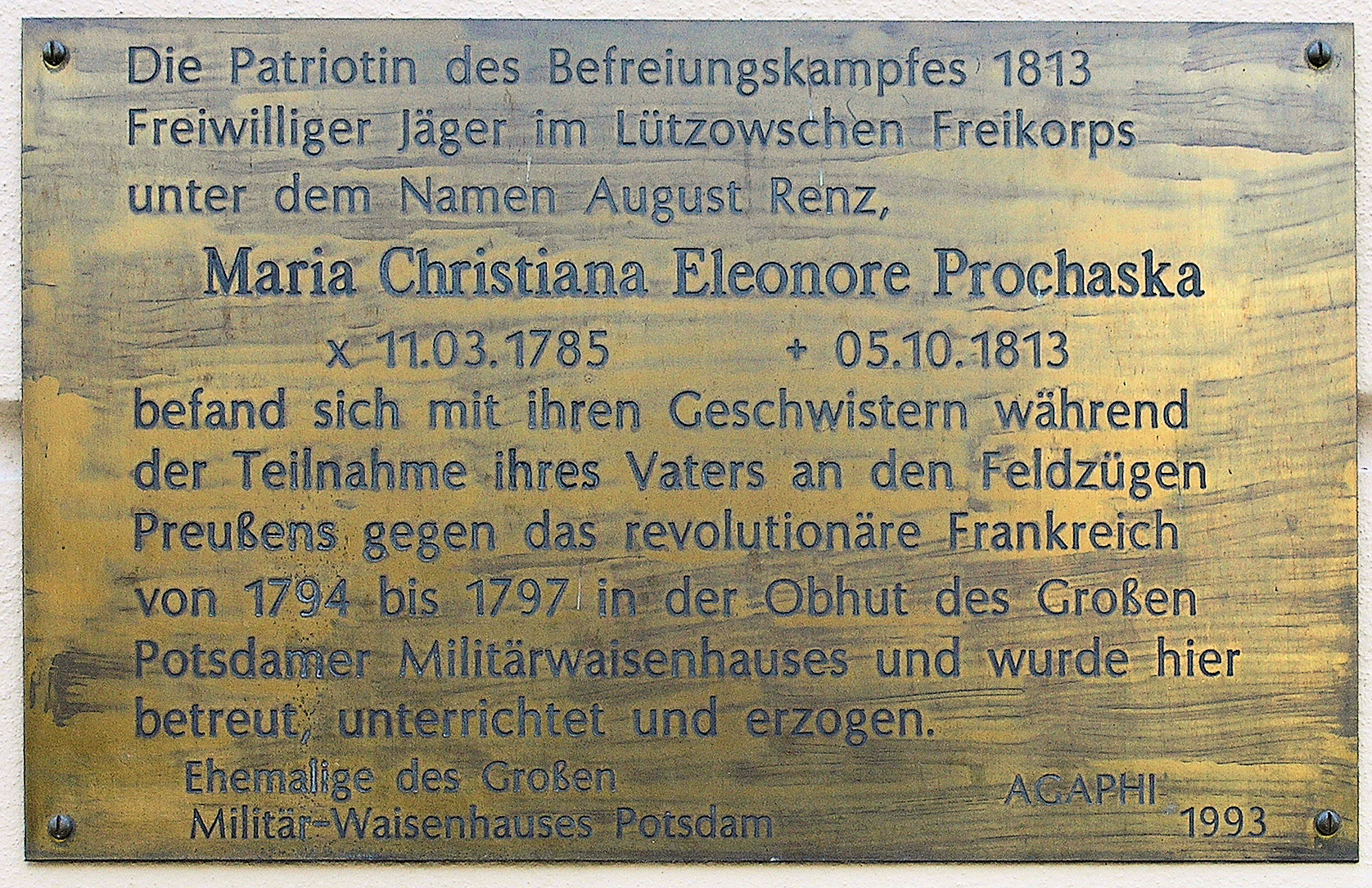
Gedenktafel am Haus Lindenstraße 34 in Potsdam

Eleonore Prochaska kam am 11. März 1785 in Potsdam (nach eigener Aussage in Nowawes) zur Welt. Ihr Vater war Unteroffizier in einem preußischen Bataillon der Garde. Als er 1793 in den Krieg gegen Frankreich ziehen musste, war die Mutter nicht in der Lage, sich um die Kinder zu kümmern. Eleonore und ihre drei Geschwister wurden in das Große Militärwaisenhaus in Potsdam eingewiesen. Dort blieb sie bis 1797 und kehrte dann zu ihrem Vater zurück, der den Dienst verlassen hatte und von seiner Rente und vom Musikunterricht lebte. Um 1808/1809 interessierte sie sich für die Volksaufstände in Spanien und Tirol gegen Napoleon. Um diese Zeit verließ sie den väterlichen Haushalt und um 1810 diente sie als Köchin in einem Potsdamer Bürgerhaus.

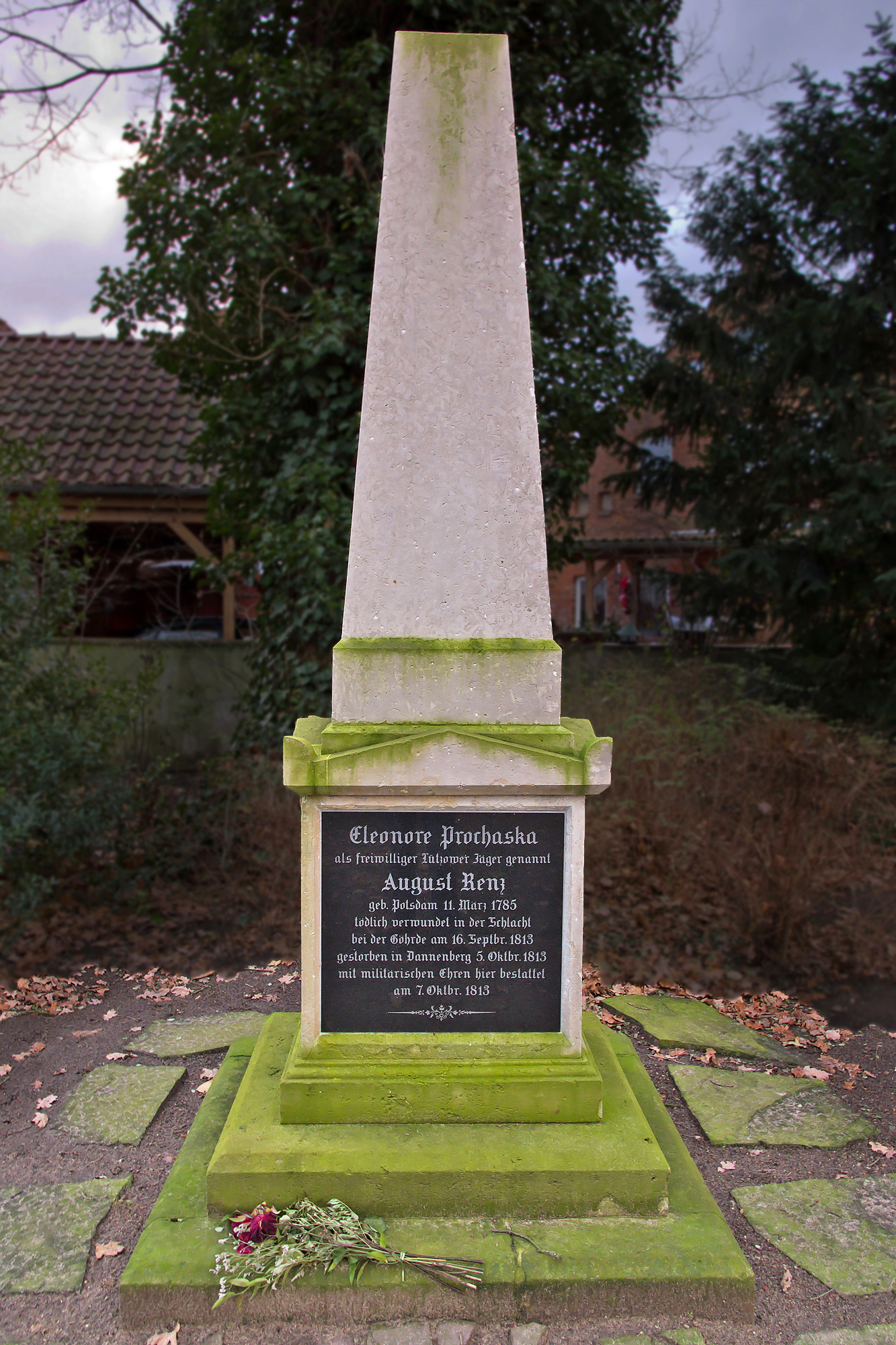
Grabstätte bzw. Gedenkstein von Eleonore Prochaska auf dem ehemaligen St.-Annen-Friedhof in Dannenberg

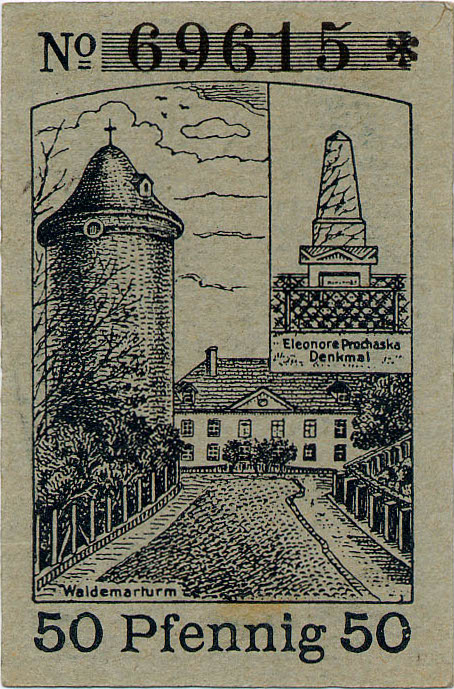
Das Denkmal auf einem Notgeldschein aus Dannenberg (oben rechts)

Ende Juni 1813 trug sie sich unter dem Namen August Renz in die Stammrolle des Jägerdetachements des 1. Bataillons des Lützowschen Freikorps ein. Leutnant Otto Preuße schrieb:
„Wir standen in Sandau an der Elbe. Hier kam auch ein Jäger Renz zur Kompanie – wie sich später zeigte, ein Mädchen namens Prochaska. Er wurde Flügelmann, 5 Fuß, 8 Zoll, 3 Strich hoch – Es wurden uns englische Schuhe geliefert, alle bedeutend zu groß, doch zu klein für Renz und ich musste besonders für ihn ein Paar arbeiten lassen. Seine Sprache war nicht besonders fein, so dass niemand in ihm ein Mädchen vermuten konnte. Übrigens kochte er vortrefflich in den Biwaks.“
Das Freikorps Lützow verstärkte im Juli 1813 das Armeekorps von General Wallmoden, das an der Niederelbe positioniert war. Als Mitte August der Krieg erneut losbrach, stand Prochaskas Einheit in Büchen. Ihre Abteilung machte die ganze Kampagne mit, wurde aber in den vielen Scharmützeln gegen die Armee von Davout (Lauenburg, Vellahn, Gadebusch, Mölln usw.) nicht eingesetzt. Die Schlacht an der Göhrde am 16. September 1813 wurde die erste ernste Kampfprobe für die Kompanie und für Prochaska.
In der Schlacht an der Göhrde wurde sie durch eine Kartätsche schwer verwundet, als sie versuchte, einen verwundeten Kameraden aus der Kampflinie zu tragen. Ein herbeigeeilter Vorgesetzter, der ihre Wunden versorgte, entdeckte ihr wahres Geschlecht und ließ sie in ein Bürgerhaus nach Dannenberg bringen, wo sie drei Wochen später ihren Verwundungen erlag.

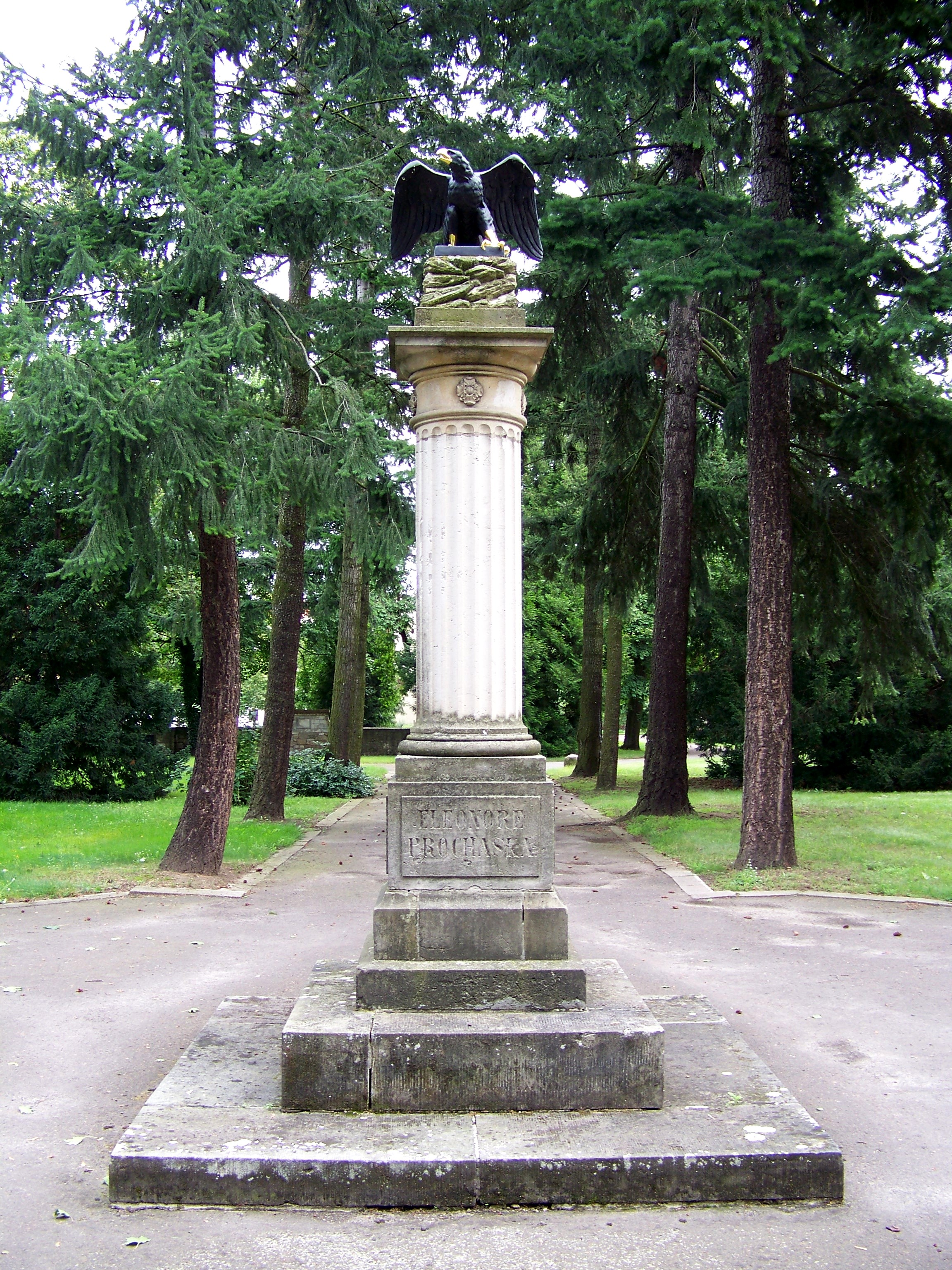
Denkmal für Eleonore Prochaska auf dem Alten Friedhof in Potsdam

## Ehrungen

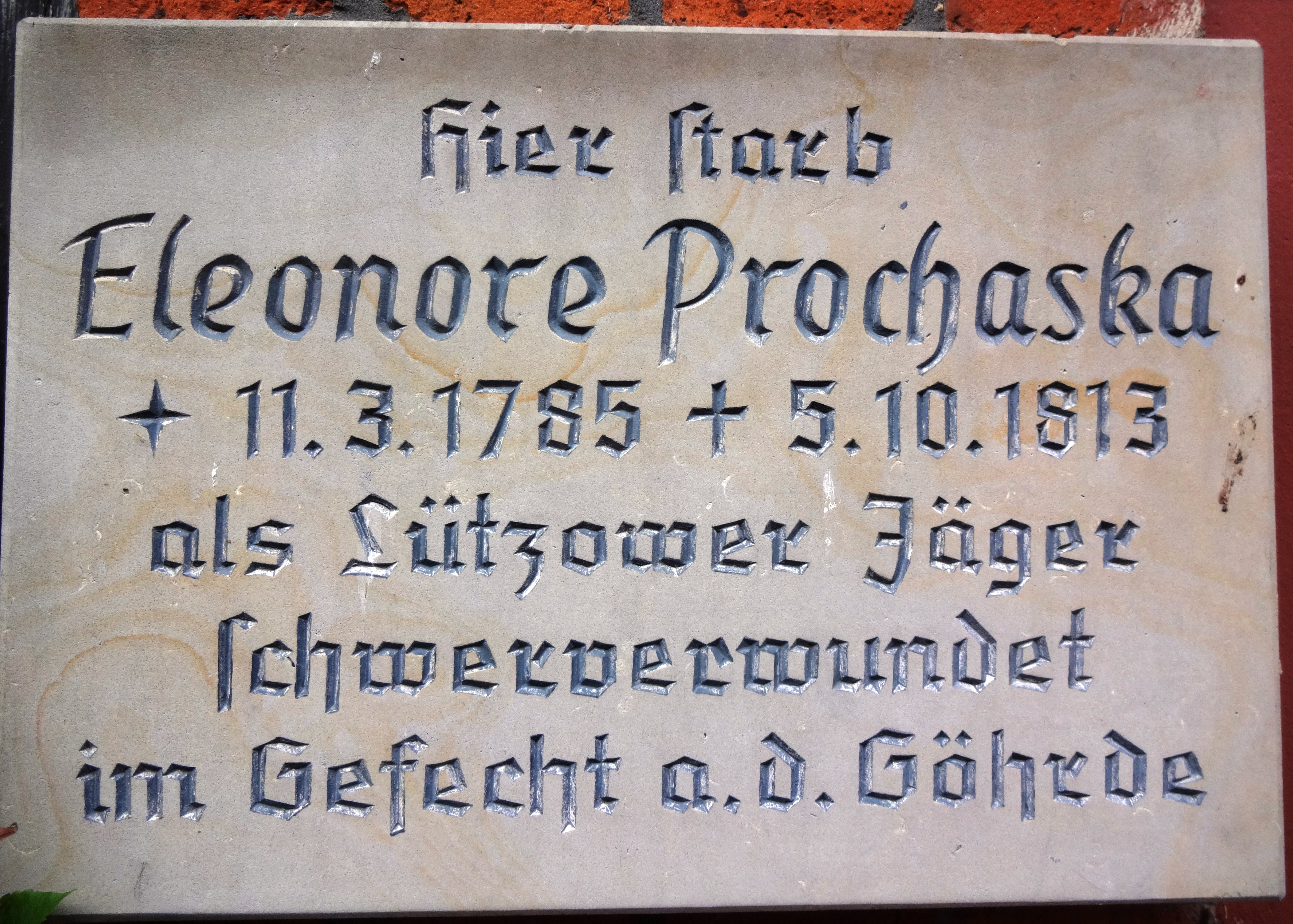
Gedenktafel für Eleonore Prochaska an ihrem Sterbehaus, Lange Straße, Dannenberg

Eine Meldung der Berlinische Nachrichten von Staats- und gelehrten Sachen vom 7. Oktober 1813 berichtete:

„Heute morgen um 9 Uhr wurde die Leiche der in der Schlacht bei Göhrde verwundeten Eleonore Prochaska zur Erde bestattet, welche als Jäger im Lützowschen Korps unerkannt ihren Arm aus reinem Patriotismus der heiligen Sache des Vaterlandes geweiht hatte. Gleich einer Jeanne d’Arc hatte sie mutvoll gekämpft den Kampf für König und Vaterland […] Trauernd folgten ihr das hannoversche und russisch-deutsche Jägerkorps, Se. Excellenz der Herr Minister und Grandmaitre de la Garderobe außerordentlicher Gesandter Graf von Grote, Ihr Kommandeur und Oberst Herr Graf von Kielmannsegg, mit sämtlichen Offizieren an der Spitze, und zollten ihrem Mut den letzten Beweis öffentlicher Würdigung ausgezeichneter Tapferkeit und weiblichen Heroismus.“

In der Folgezeit wurde sie als jungfräuliche Heldin stark idealisiert und als die „Potsdamer Jeanne d’Arc“ verehrt. Verschiedene Dramen und Gedichte wurden über sie geschrieben, unter anderem Auf das Mädchen aus Potsdam, Prochaska von Friedrich Rückert. Sie ist die Protagonistin in Birgid Hankes Historienroman Flamme der Freiheit (2013).
Im Jahr 1865 wurde an ihrem Grab auf dem St.-Annen-Friedhof in Dannenberg ein Denkmal errichtet und 1889 erhielt ihre Heimatstadt Potsdam ihr zu Ehren ein Denkmal („Der Heldenjungfrau zum Gedächtnis“), das sich auf dem fast vollständig abgeräumten Alten Friedhof erhalten hat.
Auch musikalisch wurde ihr ein bemerkenswertes Denkmal gesetzt: Ludwig van Beethoven komponierte zum Gedenken an die Heldin zu dem (verschollenen) Schauspiel Leonore Prohaska, geschrieben vom Königlich preußischen Geheimsekretär Friedrich Duncker (1815), eine Schauspielmusik (Werk ohne Opus 96), bestehend aus einem Krieger-Chor („Wir bauen und sterben“), einer Romanze („Es blüht eine Blume im Garten mein“), einem Melodram („Du, dem sie gewunden“) und einem Trauermarsch.

## Der Mythos der Lützower Trommlerin
Der Leutnant Friedrich Christoph Förster, der am Angriff der Lützower an der Göhrde teilnahm, erzählte in seinem 1863 erschienenen Buch, wie Prochaska, um ihre Kameraden zu ermutigen, mit einer liegen gelassenen Trommel den Angriff fortsetzte. Als sie schwer getroffen wurde, konnte sie noch Förster ihre weibliche Natur preisgeben: „Herr Leutnant, ich bin ein Mädchen.“ Die Geschichte der Trommlerin fand sofort eine große Verbreitung, und heute noch ist dieses Bild der Lützower Trommlerin von der Person Prochaska nicht wegzudenken.
Dieser Bericht von Förster ist allerdings von ihm frei erfunden worden. Alle früheren Quellen sind einig über die Tatsache, dass Prochaska getroffen wurde, als sie einen Kameraden aus der Feuerlinie wegtragen wollte und dass sie sich nicht dem Leutnant Förster, sondern wahrscheinlich dem Feldwebel Markworth, einem Schullehrer aus Berlin, offenbarte.
Ihre Person wurde immer wieder neu interpretiert und erfuhr im Laufe der Zeit mehrere Vereinnahmungen aus verschiedenen politischen Richtungen. Prochaska wurde nach und nach eine Symbolfigur für Patrioten, Nationalisten, Kriegsbefürworter, Kommunisten und Feministinnen.

## Patriotische Rollenüberschreitung
Seit den 1990er Jahren bietet die Geschlechterforschung (mit zum Beispiel der deutschen Historikerin Karen Hagemann) eine neue Interpretation der Figur Prochaskas an. Mit der Einführung der allgemeinen Wehrpflicht in Preußen nach der vernichtenden Niederlage von Jena 1806 und während der Befreiungskriege 1813 hätte sich eine neue Ausformung der Männlichkeit herauskristallisiert. Der Mann wird Nationalkrieger und Staatsbürger und gegenüber dem mutigen männlichen Kämpfer entwickelt sich als Pendant eine „vaterländische“ Weiblichkeit. Frauen bekommen dabei die Rolle von „Heldenmüttern“, „Kriegerbräuten“ oder „hochherzigen Pflegerinnen“. In diesem Zusammenhang erscheint Prochaska (so wie die anderen Frauen, die in den Befreiungskriegen gekämpft haben) als Person, die den Handlungsrahmen ihrer zugedachten Rolle als Frau aus patriotischen Gründen nicht akzeptiert und überschreitet. Prochaska zieht in den Krieg, nicht nur um zu kämpfen, sondern auch um ihre Aufgaben als Bürgerin wahrzunehmen.

## Andere Frauen in den Freiheitskriegen
Neben Eleonore Prochaska haben während der Freiheitskriege noch weitere Frauen in den beteiligten Armeen gekämpft, so beispielsweise die russische Offizierin Nadeschda Durowa oder die Tirolerin Katharina Lanz. Allerdings wurden fast alle, nachdem sie als Frauen erkannt wurden, aus dem Militärdienst entlassen. Die einzige Ausnahme war wohl Friederike Krüger (1789–1848), die dank Protektion ihres Brigadekommandeurs der einzige bekannte weibliche Unteroffizier der preußischen Armee wurde. Zuletzt diente sie im 2. Garde-Regiment zu Fuß. 1816 wurde ihr Abschiedsgesuch bewilligt und sie zog sich in das Zivilleben zurück.
Auch Anna Lühring (1796–1866) schloss sich 1814 den Lützower Jägern als Jäger Eduard Kruse an und überlebte die Befreiungskriege. Ihr Mythos verblasste schnell.
Die Lüneburgerin Johanna Stegen (1793–1842) beschaffte als Zivilistin in einem Gefecht bei Lüneburg Munition für das Füsilierbataillon des 1. Pommerschen Infanterie-Regiments.

### Gedruckte Quellen
- Fanny Arndt: Die deutschen Frauen in den Befreiungskriegen. Halle 1867, S. 173–192 (Volltext in der Google-Buchsuche).
- I. von Brun-Barnow: Eleonore Prochaska, als August Renz, Freiwilliger Jäger im Lützowschen Freicorps. In: Bär. Band 9, 1883, S. 200–202.
- Wilhelm Herchenbach: Deutscher Geist und deutsches Schwert – Drei Kriegsjahre gegen fremde Unterdrückung. Regensburg 1866, S. 121–124 (Volltext in der Google-Buchsuche).
- Friedrich Förster: Geschichte der Befreiungskriege 1813, 1814, 1815. Band 1, Berlin 1856.
- Louis Noel: Die deutschen Heldinnen in den Kriegsjahren 1807–1815. Berlin 1912.
- Bernhard von Poten: Prochaska, Eleonore. In: Allgemeine Deutsche Biographie (ADB). Band 26, Duncker & Humblot, Leipzig 1888, S. 621 f.
- Schelowsky: Eleonore Prochaska, das Heldenmädchen von Potsdam. In: Mitteilungen des Vereins für die Geschichte Potsdams. 1867, S. 137–143 (Volltext in der Google-Buchsuche).
- Hermann Stodte: Das preußische Mädchen. Schicksalswege der Eleonore Prochaska. Verlag A. W. Hann’s Erben, Berlin nach 1917.
- Eine deutsche Amazone. Erinnerung aus den Freiheitskriegen. „Die Gartenlaube“ 1855, Nr. 43, S. 576–578.
- Elisabeth Meyn:[12] Die Frauen der Befreiungskriege im Spiegel der Presse. In: Emmy Wolff, Hg.: Frauengenerationen in Bildern. Herbig, Berlin 1928, S. 56–64.[13]

### Rezeption
- Beate Klompmaker: Eleonore Prochaska, Vertonungen von Beethovens Trauermarsch für Eleonore Prochaska, Sonate Nr. 12, Op. 26 und Originalbriefe von Eleonore Prochaska: „Aus unserm letzten Biwak…“, „Lieber Bruder…“, 1813 (eleonoreprochaska.de: Eleonore Prochaska – Preußens Jeanne d‘Arc / Sound).
- Birgid Hanke: Flamme der Freiheit. Die Geschichte der Eleonora Prochaska. Roman. Knaur Verlag, München 2013, ISBN 978-3-426-50877-0.
- Gudrun Parnitzke: Ein Traum von Prochaska. Dahlem 2013.
- Katharina Rothärmel, Beate Klompmaker: Eleonore Prochaska (1785–1813). Die Trommlerin der Lützower. Eine Erzählung von Katharina Rothärmel und Eleonore Prochaska – Eine Art Denkmal. Ein mediales Kunstprojekt von Beate Klompmaker, Trafo Verlagsgruppe, Berlin 2011, ISBN 978-3-89626-973-7.

### Sekundärliteratur
- Frank Bauer: Eleonore Prochaska. Potsdams Freiheitskämpferin von 1813. In: Kleine Reihe Geschichte der Befreiungskriege 1813–1815. Sonderheft 13 (Doppelheft), Potsdam 2022.
- Marc Bastet, Susanne Götting-Nilius: Eleonore Prochaska, gestorben 1813 in Dannenberg, Fakten, Mythos, Rezeptionsgeschichte. Gifkendorf 2014, ISBN 978-3-87536-311-1.
- Marc Bastet, Susanne Götting-Nilius: Eleonore Prochaska: Der Mythos der Trommlerin. Eine Neuuntersuchung älterer Quellen. In: Jahrbuch Hannoversches Wendland, Bd. 18 (2012–2015), Lüchow 2015, S. 207–226 Inhaltsverzeichnis des Jahrbuchs.
- Matthias Blazek: Das Kurfürstentum Hannover und die Jahre der Fremdherrschaft 1803–1813. Ibidem, Stuttgart 2007, ISBN 3-89821-777-9, S. 73 f.
- Ernst Andreas Friedrich: Das Denkmal in der Göhrde. In: Wenn Steine reden könnten. Band 2, Landbuch-Verlag, Hannover 1992, ISBN 3-7842-0479-1, S. 173–175
- Karen Hagemann: „Mannlicher Muth und Teutsche Ehre“. Nation, Militär und Geschlecht zur Zeit der Antinapoleonischen Kriege Preußens. Paderborn 2002.
- Karen Hagemann: ‘Heroic Virgins’ and ‘Bellicose Amazons’: Armed Women, the Gender Order and the German Public during and after the Anti-Napoleonic Wars. In: European History Quarterly. Band 37, 2007, S. 507–527.
- Ulrike Hass-Zumkehr: Ich bin Soldat – Eleonore Prochaska. In: Ein anderes Deutschland: Texte und Bilder des Widerstands von den Bauernkriegen bis heute. Berlin 1978, S. 124.
- Axel Kahrs: Reliquie oder Restmüll? Das unruhige Nachleben der Soldatin Eleonore Prochaska aus dem Befreiungskrieg von 1813. In: Der Heidewanderer. 89. Jahrgang (43), Uelzen 2013.
- Werner H. Preuß: Das Gesicht der Göhrde. Husum 2006.
- Helen Wanatabe-O’Kelly: Beauty or Beast? The Woman Warrior in the German Imagination from the Renaissance to the Present. Oxford 2010.
- Charlotte Thomas: Das Mädchen von Potsdam. Gebr. Knabe Verlag, Weimar 1964.